# 8112 Cesi
8112 Cesi (1995 JJ) là một tiểu hành tinh vành đai chính.